# Journal of Volcanology and Seismology
Le Journal of Volcanology and Seismology est une revue scientifique publiée par Springer Science+Business Media. Fondée dans les années 1970, elle constitue l'une des principales revues de volcanologie.